# Zaměstnávání uprchlíků
Zaměstnávání uprchlíků se v České republice řídí níže uvedenými zákony.

## Úmluva o právním postavení uprchlíků
Dle Úmluvy o právním postavení uprchlíků (1951) je status uprchlictví definován: „Uprchlíkem je osoba, která se nachází mimo svou vlast a má oprávněné obavy před pronásledováním z důvodů rasových, náboženských nebo národnostních nebo z důvodů příslušnosti k určitým společenským vrstvám nebo i zastávání určitých politických názorů, je neschopna přijmout, nebo vzhledem ke shora uvedeným obavám, odmítá ochranu své vlasti.“ Lidé, kteří tyto podmínky splňují, mají právo pro udělení mezinárodní ochrany ve formě azylu či doplňkové ochrany.

### Přijetí Úmluvy
28. července 1951 byla v Ženevě přijata Úmluva o právním postavení uprchlíků a na základě svého článku 43. odst. 1 vstoupila v platnost 22. dubna 1954. Dne 31. ledna 1967 v New Yorku byl přijat Protokol týkající se právního postavení uprchlíků, ten vstoupil v platnost na základě svého článku VIII odst. 14. října 1967. Obojí bylo odsouhlaseno Českou a Slovenskou Federativní Republikou (ČSFR) a ratifikováno prezidentem republiky. Úmluva vstoupila v ČSFR v platnost 24. února 1992 a protokol 26. listopadu 1991. Jedná se o multiulaterální mezinárodní dohodu, která uprchlictví definuje, stanovuje práva jednotlivců hledajících azyl a povinnosti národů udělujících azyl.

## Možnosti zaměstnání na základě právního postavení
Cizinec může být přijat do zaměstnání pouze pokud je držitelem platné zaměstnanecké karty, karty vnitropodnikově převedeného zaměstnance nebo modré karty a pokud má platné povolení k zaměstnání vydané krajskou pobočkou Úřadu práce a platné oprávnění k pobytu na území České republiky.

### Osoba s udělenou mezinárodní ochranou
Uchazeči o zaměstnání s již udělenou mezinárodní ochranou mají  v rámci zaměstnávání stejné právní postavení jako občané České republiky. Nemusí tedy dokládat povolení k zaměstnání, zaměstnaneckou kartu, kartu vnitropodnikově převedeného zaměstnance ani modrou kartu. U některých pozic je ale české státní občanství vyžadováno, např. u státních služeb.

### Žadatel o mezinárodní ochranu
Zaměstnání žadatele není možné po dobu 6 měsíců ode dne poskytnutí údajů k podané žádosti o udělení mezinárodní ochrany. Po uplynutí této lhůty může být zaměstnán, ale jen s doložením povolení k zaměstnání vydávané krajskou pobočkou Úřadu práce ČR. V případě zaměstnání před uplynutím lhůty se zaměstnavatel dopouští správního deliktu nebo trestného činu. Cizinec, který nepožádal o mezinárodní ochranu, nebo mu nebyla udělena, ale získal vízum k pobytu nad 90 dnů nebo povolení k dlouhodobému pobytu za účelem strpění pobytu na území může být zaměstnán pouze s platným povolením k zaměstnání vydaným krajskou pobočkou Úřadu práce ČR.

## Povinnosti zaměstnavatele
Zaměstnavatelé, kteří mají volná pracovní místa, na které zamýšlí zaměstnat cizince, mají povinnost pracovní místo a jeho charakteristiku ohlásit krajské pobočce Úřadu práce v příslušném obvodu. Dále mají „standardní povinnosti ČSSZ, zdravotní pojišťovně, finanční správě atd. dle platné legislativy a standardní povinnosti vůči zaměstnanci.“ Nejpozději v den nástupu osoby s udělenou mezinárodní ochranou do zaměstnání, má zaměstnavatel informační povinnost vůči příslušné krajské pobočce Úřadu práce.